# 林涧青
林涧青（1921年2月—2008年5月14日），汉族，福建连江人，原名林孝楚，中华人民共和国政治人物。

## 生平
1938年，在福建省战时民教人员训练所学习，任战时民教指导员，中共福建连江特别支部书记；1938年9月，加入中国共产党。1939年至1945年，在中共中央东南局党训班学习，任中国工业合作协会永安事务所指导员，广西桂林文化供应社编辑，中国工业合作协会昆明事务所指导员。1945年至1948年任香港《自由世界》、《自由丛刊》、《华商报》、《国际展望》专刊、生活·读书·新知三联书店编辑。1947年12月重新加入中国共产党。
1948年至1950年，任北平三联书店总管理处副总编辑。1950年至1955年，任北京《学习》杂志副总编辑。1955年至文化大革命初期，任中共中央宣传部科学处干事、副处长。1969年至1975年，文化大革命中在“五七”干校劳动，待分配工作。1975年至1979年，任国务院政治研究室国内组负责人、国务院研究室负责人。1979年至1981年，任中共中央办公厅研究室负责人。1981年1月至1987年9月，任中共中央书记处研究室副主任。1988年4月、3月分别当选为第七届全国人大常委会委员、全国人大法律委员会委员，同年7月增选为第七届全国人大法律委员会副主任委员。1993年7月起任第八届全国人大法律委员会顾问。此外担任中共第十二届中央候补委员。